# Amazona festiva
L'amazzone festosa (Amazona festiva) è un uccello della famiglia degli Psittacidi.